# Berones

Carte montrant le territoire des Berones et les différentes tribus de Celtibères à la veille de l'invasion romaine

Les Berones ont été un peuple pré-romain de la Péninsule Ibérique d'origine celte ou celtibère installé à partir du IIe siècle dans la zone de l'actuelle de La Rioja. Les citations classiques se réfèrent à leur présence au Ier siècle déjà comme une communauté stable selon Strabon et Sertorius (Tite-Live) qui les a vaincus. Comme groupe, ils ont développé une culture basée sur la transhumance et ce depuis le IVe siècle jusqu'à leur disparition. Ces terres appartenaient à des tribus celtibères ou ibères avant la conquête romaine. Dans la Rioja, par exemple, la population celtibère sera quasi-exterminée par les Romains, et ses terres vont être par la suite repeuplées par ses alliés, que sont les Vascons. 
Ses limites géographiques d'expansion coïncident avec les monts cantabriques au nord (et une plus grande ou plus petite pénétration dans cette zone selon des sources), avec les Vascons par l'est près de l'actuelle Calahorra, avec la rivière Tiron par l'ouest et la sierra de la Demanda et d'autres de la zone, et par le sud avec le nord de l'actuelle province de Soria.
Les principaux villages étaient à Vareia (capitale de fait située aux alentours de Logroño), la Libye (actuelle Herramélluri ou Leiva), Tritium (actuelle Tricio) et Bilibium (deviendra plus tard Bilibio) avec les Conchas de Haro où se séparent les provinces de Burgos, d'Alava et de La Rioja.